# Vlastivědný spolek Českolipska - Klub přátel muzea
Vlastivědný spolek Českolipska – Klub přátel muzea je sdružení dvou obdobně zaměřených spolků, společenských organizací v České Lípě, které funguje od roku 1997. Je napojeno na dvě českolipské instituce, muzeum a archiv.

## Historie

### Předchůdci
V České Lípě existoval v letech 1878 až 1939 vlastivědný spolek Excursions Club (převážně německý) a Český muzejní spolek (1928-1938). Po skončení II. světové války na ně navázal Muzejní spolek pro Kraj Českolipský (1945-1951). Poté došlo k mnohaletému útlumu činnosti. Určitou aktivitu obdobného zaměření vyvíjel ve městě Okresní dům osvěty.
V roce 1967 byl založen Klub přátel muzea (KPM), který měl zázemí ve Vlastivědném muzeu. Jeho prioritní činností bylo vydávání sborníku Bezděz. V roce 1991 byla založena další společenská organizace Vlastivědný spolek Českolipska (VSČ), která měla širší záběr činnosti, než pouze na Českou Lípu zaměřený muzejní spolek.

### Společné sdružení
Protože v Klubu přátel muzea byli téměř titíž lidé, jako ve vlastivědném spolku a také náplň činnosti byla velice podobná, dne 20. ledna 1997 došlo na společné schůzi k jejich spojení. Nové občanské sdružení přijalo název Vlastivědný spolek Českolipska – Klub přátel muzea. Zjednodušila se tím administrativně jejich pestrá činnost a také možnosti financování. Sdružení od roku 1997 vedli:
- Ing. Jaroslav Panáček – předseda, tehdy zaměstnanec podniku Narex
- PhDr Jana Blažková – jednatelka, ředitelka okresního archivu
- Olga Sykáčková – pokladník
- Miloslav Sovadina – člen výboru, pracovník okresního archivu
- Mgr. Ladislav Smejkal – člen výboru, pracovník muzea, programová činnost spolku

Čtyři z nich byli v roce 1997 zároveň členy devítičlenné redakční rady Bezdězu. Společný spolek měl členskou základnu stabilně přes 100 osob, v roce 2006 jich evidoval platících 144.

## Náplň činnosti
Mimo hlavního účelu, proč spolek vznikl, tedy vydávání Bezdězu, od KMP převzal a rozšířil systém pořádání přednášek, výstav, exkurzí, výletů, čímž významně ovlivňuje kulturní život nejen města, ale celého Českolipska. Mnohé aktivity jsou i v okolních městech. Spolek se díky spojení s KPM schází v klubovně v podkroví muzea, bývalém klášteře.
Příklady každoroční přednáškové činnosti:
Rok 1998 – Jedenáct přednášek Kurzu humanitního vzdělávání a Českolipsko ve 20. století
Rok 1999 – Českolipsko ve 20. století, dalších 6 přednášek
Rok 2000 – Dvanáct přednášek na témata Století českolipského muzea, Masaryk a politická kultura, Čeští světci
Příklady výstav (mimo expozic muzea):
Rok 2004 – Z minulosti podnikání na Českolipsku
Rok 2005 – 350 let založení litoměřické diecéze
Příklady výletů, exkurzí do jiných muzeí:
Krásná Lípa (1997), Seifhennersdorf (2001), Zhořelec (2005)
Ediční činnost spolku je věnována hlavně sborníku Bezděz, ale vydal také v roce 1998 knihu Jablonné v Podještědí – Pohledy do minulosti a libreta několika výstav na Českolipsku (Jablonné, Dubá, Skalice).
V listopadu 2011 byla v muzeu otevřena k 25 narozeninám Klubu přátel muzea výstavka, mapující historii spolku.

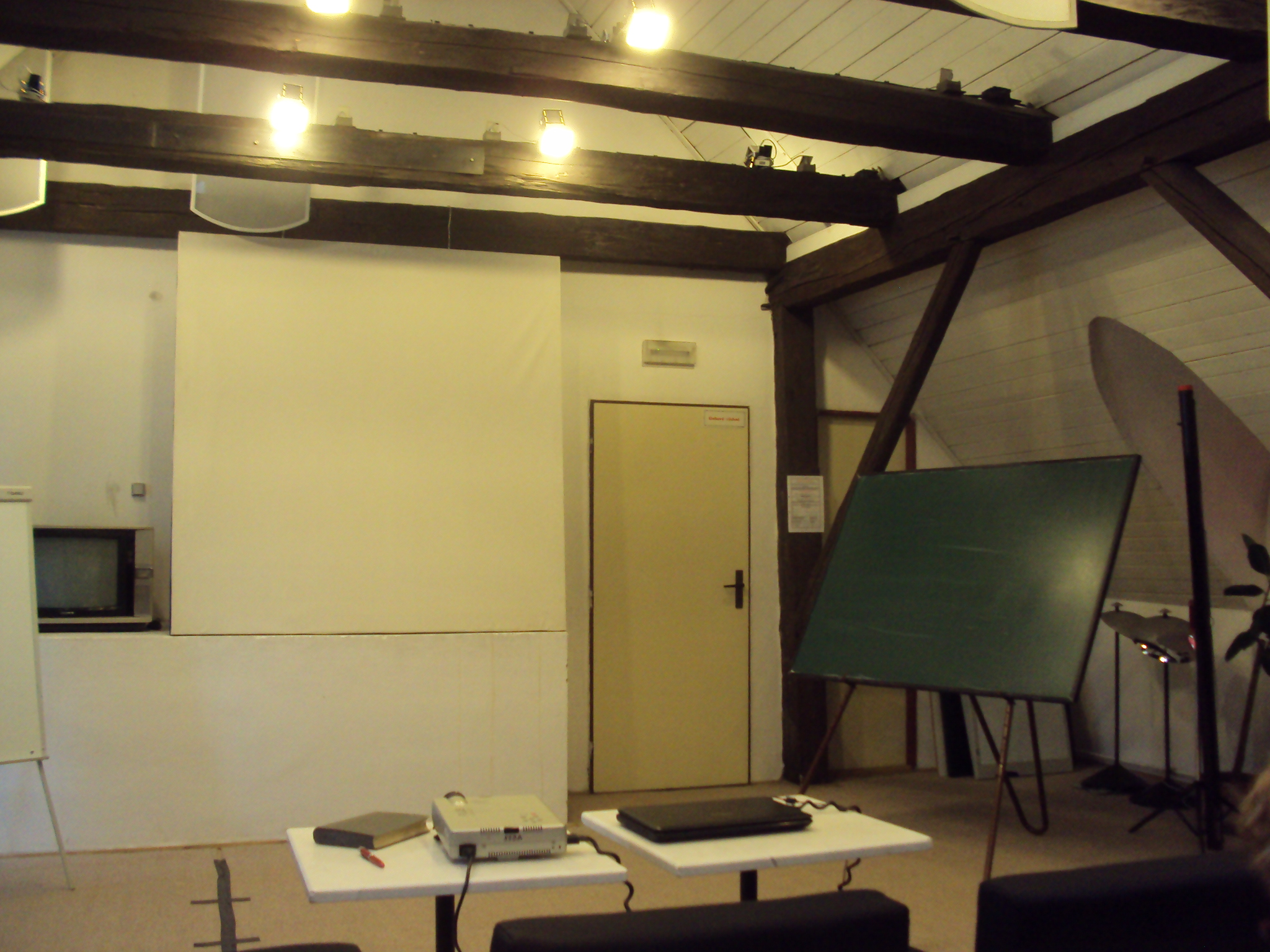
Záběr z místnosti užívané spolkem k přednáškám na upravené půdě muzea